# Riedelia urceolata
Riedelia urceolata là một loài thực vật có hoa trong họ Gừng. Loài này được Theodoric Valeton miêu tả khoa học đầu tiên năm 1914.

## Phân bố
Loài này được tìm thấy ở cao độ khoảng 1.200 m trong rừng gần trại Hochmoo ven sông Sepik, trong tỉnh Tây Sepik (Sandaun) ở đông bắc Papua New Guinea. Mẫu vật điển hình: L. Schultze 26 do Leonhard Schultze-Jena thu thập ngày 7 tháng 7 năm 1910.

## Các thứ
- Riedelia urceolata var. sessilifolia Valeton, 1914.[5] Mẫu điển hình: F.R.R. Schlechter 20274 do Rudolf Schlechter thu thập ngày 19 tháng 9 năm 1909 ở cao độ 900 m tại dãy núi Torricelli, trong tỉnh Sandun (Tây Sepik) ở phía tây bắc Papua New Guinea.[4][5]